# Kento Shiratani
Kento Shiratani (japanisch 白谷 建人 Shiratani Kento; * 10. Juni 1989 in der Präfektur Kyoto) ist ein japanischer Fußballspieler.

## Karriere
Shiratani erlernte das Fußballspielen in der Schulmannschaft der Kunimi High School. Seinen ersten Vertrag unterschrieb er 2008 bei Cerezo Osaka. Der Verein spielte in der zweithöchsten Liga des Landes, der J2 League. Für den Verein absolvierte er 12 Ligaspiele. 2010 wechselte er zum Ligakonkurrenten Mito HollyHock. Für den Verein absolvierte er vier Ligaspiele. Im Juni 2010 wechselte er zum Ligakonkurrenten Fagiano Okayama. Für den Verein absolvierte er 30 Ligaspiele. 2012 wechselte er zum Ligakonkurrenten Roasso Kumamoto. Für den Verein absolvierte er 15 Ligaspiele. Im August 2013 wechselte er zum Drittligisten FC Machida Zelvia. Ende 2014 beendete er seine Karriere als Fußballspieler.